# Paul A. Partain
Paul A. Partain est un acteur américain né le 22 novembre 1946, mort le 28 janvier 2005. Il est surtout connu pour son rôle de Franklin Hardesty dans Massacre à la tronçonneuse de Tobe Hooper.

## Filmographie
- 1997 : Burying Lana : Milice du ministre du Texas
- 1994 : Massacre à la tronçonneuse : La Nouvelle Génération (The Return of the Texas Chainsaw Massacre) : Brancardier
- 1977 : Légitime Violence (Rolling Thunder) de John Flynn : Beau-frère
- 1975 : Course contre l'enfer (Race with the Devil) : Cal Mathers
- 1974 : Massacre à la tronçonneuse (The Texas Chainsaw Massacre) de Tobe Hooper : Franklin Hardesty
- 1974 : Lovin' Molly : Willy